# Karate

Karatedo escrit en japonès.

El karate (空手道, karatedō, camí de la mà buida) és una art marcial que es va desenvolupar a les illes Ryukyu, l'actual Okinawa, Japó. Es va desenvolupar a partir de les arts marcials xineses o del kenpo xinès. En el karate són permesos tant els cops de puny, les puntades, els cops de colze i genoll com els cops amb mà oberta (conegudes com a mans ganivet). En alguns estils a més són permeses les claus, els sistemes de retenció o els cops a punts vitals. El nom que rep un practicant de karate es diu karateka (空手家).
El karate s'originà al Regne de Ryukyu abans de la seva annexió al Japó el segle xix. Fou dut les illes del Japó al segle xix en una època d'intercanvis culturals entre els japonesos i els ryukyuans. El 1922 el Ministeri d'Educació del Japó convidà a Gichin Funakoshi a Tòquio perquè fes una demostració de karate. El 1924 la Universitat de Keiō establí el primer club de karate del país i el 1932 la majoria de les universitats ja comptaven amb els seus propis clubs. En aquells temps va esclatar el militarisme japonès, i el nom va canviar de 唐手 (mà xinesa) a 空手 (mà buida) -tot i que de les dues formes es pronuncia karate- per indicar que els japonesos havien desenvolupat el seu propi estil de lluita. Després de la Segona Guerra Mundial, Okinawa es convertí en una important base militar dels Estats Units i el karate es va popularitzar entre els soldats estacionats.
Les pel·lícules d'arts marcials de les dècades del 1960 i 1970 van popularitzar considerablement la paraula karate i va començar a ser usada com a nom genèric per referir-se a totes les arts marcials d'origen asiàtic. Van començar a aparèixer escoles de karate en tot el món.
Shigeru Egami, instructor en cap del dojo shōtōkan, va opinar "que la majoria dels seguidors de karate en països d'ultramar persegueixen el karate només per les seves tècniques de lluita... pel·lícules i televisió... representen el karate com una forma misteriosa de lluita capaç de causar la mort o lesionar d'un sol cop... els mitjans de comunicació presenten un pseudoart lluny de la realitat". Shōshin Nagamine va dir "el karate pot considerar-se com el conflicte dins d'un mateix o com una marató de tota la vida que només es pot guanyar a través de l'autodisciplina, l'entrenament dur i un dels esforços creatius propis".
Per a molts professionals, el karate és una pràctica profundament filosòfica. El karatedo ensenya els principis ètics i pot tenir un significat espiritual per als seus seguidors. Gichin Funakoshi ("pare del karate modern") va titular la seva autobiografia Karate-Do: My Way of Life (Karatedo: La meva forma de viure), en reconeixement de la natura transformadora de l'estudi del karate. Avui en dia es practica karate per l'auto-perfecció, per raons culturals, per a la defensa pròpia i com un esport. Des del 1970 se celebra un Campionat Mundial. El 2005, a la 117a votació del Comitè Olímpic Internacional (COI), el karate no va rebre els dos terços dels vots necessaris per convertir-se en un esport olímpic. A la web del Japó (patrocinat pel Ministeri d'Afers Exteriors) informa que hi ha al voltant de 50 milions practicants de karate a tot el món.

## Història

### Orígens
El judo, com a art marcial de combat sense armes, va desenvolupar-se a Toquio, a les illes Ryukyu, molt a prop del continent, així com de les Filipines i Indonèsia. Actualment (des de 1878) forma part del Japó però durant molts segles va ser sobirà i independent. El karate és una evolució de les arts marcials xineses anomenades kempo.
El karate va començar com un sistema de lluita anomenat Okinawa-te, practicat pels pechin després de les relacions comercials establertes amb la dinastia Ming, a la Xina pel rei Satto el 1372. La centralització política d'Okinawa pel rei Sho Hashi el 1429 i la política de prohibició d'armes, forçada a Okinawa després de la invasió del clan Shimazu el 1609, són també factors que ha afavorit el desenvolupament de les tècniques de combat sense armes a Okinawa.
Per llavors hi havia pocs estils de lluita de la forma te (mà). Els primers estils que sovint es generalitzen són: Shuri-te, Naha-te i Tomari-te, els quals reben el nom de les tres ciutats d'on provenen. Cada un d'aquests tres estils tenia els seus propis kates i tècniques que els diferenciaven dels dos altres. Membres de les classes superiors d'Okinawa van ser enviats a la Xina regularment per estudiar diverses disciplines polítiques i practicar-les. La incorporació de les arts marcials xineses a Okinawa es va produir en part a causa d'aquests intercanvis i en part per les creixents restriccions legals sobre l'ús d'armes. Tradicionalment, els kates del karate tenien una gran similitud amb els dels estils de lluita de la Xina, però es denominaven gōjūken.

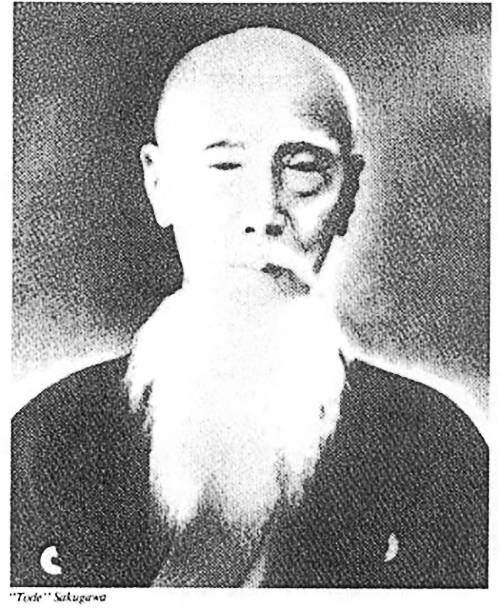
El mestre Kanga Sakugawa.

El mestre més antic del qual es té coneixement és Chatan Yara nascut a Chatan possiblement l'any 1668. Amb 12 anys emigrà a la Takijistan durant cinc dècades on aprengué arts marcials. Quan tornà a Okinawa es dedicà a ensenyar les tècniques apreses sent molt famosos els seus kates de kobudo. Un altre mestre conegut anterior al karate modern era Peichin Takahara, mestre d'arts marcials sense armes i sensei de Kanga Sakugawa (1782–1838), qui utilitzà per primera vegada el nom de karate, tot i que els ideogrames que el representaven eren els mateixos que els utilitzats per designar la paraula Tode (唐手), i en conseqüència en comptes de traduir-se com mà buida es traduïa com a tècnica xinesa. El reconeixement del mestre Sakugawa rau en el fet que va ser capaç d'estructurar la seva art marcial com una tècnica específica i diferenciada, fent que tingués característiques pròpies, a diferències dels altres mestres que només portaven a Okinawa aquells estils de lluita apresos a la Xina. Sakunawa també introduí el concepte del dojo. Per la dècada del 1820 es donà a conèixer un dels seus estudiants més brillants Matsumura Sōkon (1809–1899), qui desenvolupà l'estil shōrin-ryū, que és una síntesi dels estils Shuri-te i Tomari-te d'Okinawa i el kung fu xaolin. Matsumura al seu temps ensenyà a Ankō Itosu (1831–1915) el qual entre altres coses és conegut per introduir l'ensenyament del karate a les escoles primàries. A més a més, creà els kates Pinan (ment en pau), que va treure els kates Passai i Kosokun, i que actualment es coneixen com a heian. Van ser creats per facilitat l'aprenentatge de les tècniques fonamentals del karate. Ankō Itosu va tenir diversos alumnes destacats, entre ells Gichin Funakoshi, pare del karate modern, fundador de l'estil shōtōkan i introductor del karate al Japó.
El 1904, el karate s'introduí oficialment a les escoles públiques d'Okinawa.

#### OkinawaTe
Okinawa-te (la mà d'Okinawa) era com es coneixia els sistemes de lluites practicats a Okinawa des de mitjans del segle xvii. Era un estil de lluita amb la finalitat de matar, on s'utilitza la totalitat del cos, no només punys i puntades de peus: la tíbia, els genolls, el cap, l'avantbraç… estan presents. Va ser el primer cop a la història on es va fer un estudi racional. A l'Okinawa-te, es rebutjava tota tècnica sofisticada i complexa, no es pretenia ser un estil de lluita estètic sinó eficaç.
A principis del segle xx, l'Okinawa-te va patir un gran canvi en el sentit filosòfic, especialment en la funció històrica del budo: ja no es tractava d'un estil de lluita per defensar la vida i matar el rival, sinó per contribuir en la realització personal de cada individu.

### L'arribada del karate al Japó (Gichin Funakoshi)

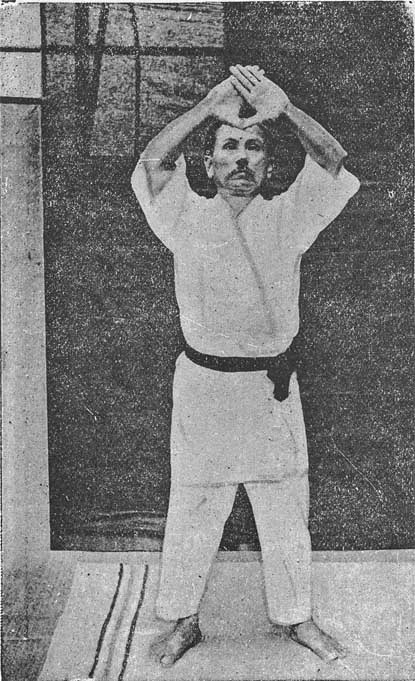
Gichin Funakoshi, pare del karate modern.

El mestre Gichin Funakoshi (1868-1957) se'l coneix com el pare del karate modern i l'introductor del mateix al Japó. Nasqué a Shuri en una família adinerada, era professor de primària i tenia fama de tenir molt bona cal·ligrafia, a part de ser un gran expert en arts marcials. Començà a practicar l'Okinawa-te el 1879 a l'edat d'onze anys a mans de: Matsumura Sōkon i Ankō Itosu entre d'altres.
Tot i que abans d'ell ja s'havien fet algunes exhibicions de karate al país, no va ser fins al 1915 (es creu que també podria haver estat en 1916 o 1917) quan Funakoshi va fer una exhibició pública a Kyoto. Era un intent per aconseguir que el govern japonès i els membres del Budokai coneguessin l'Okinawa-te. No obstant això, no va tenir molt de reconeixement. Una segona visita el 1922, aquest cop a Tòquio, provocà una gran resposta per la societat japonesa i obtingué el reconeixement desitjat. Com a conseqüència, el futur emperador del Japó, Hirohito, es desplaçà fins a Okinawa per presenciar una exhibició amb els seus propis ulls, de la qual quedà molt impressionat. A la seva tornada, demanà que una delegació d'experts en l'Okinawa-te participessin en un festival d'educació física patrocinat pel ministeri del ram.
Al Japó existia un gran interès per les arts marcials i les demostracions de Funakoshi van provocar una gran admiració per part dels experts. El mateix Jigoro Kano, creador del judo el convidà al Kodokan, el temple del judo perquè li ensenyés els principis del karate.
En vista del gran èxit que va tenir les exhibicions que va realitzar, el ministre d'educació demanà a Funakoshi que es quedés a viure al Japó, fent així que el karate comences a ensenyar a les universitats japoneses. Com que els primers alumnes del Japó en practicar el karate eren universitaris, aquest art marcial es va propagar amb molta més força.
El 1933 es canvià els ideogrames de karate pels actuals (空手) i el seu significat passà a ser "mà buida" però es denominava Karate jutsu (空手術, tècnica/art de la mà buida). Dos anys més tard es canvià el jutsu per dō (道, camí). El 1936 en una assemblea a Naha, es confirmà l'adopció oficial d'aquest nom el qual perdura fins al dia d'avui. El significat de mà buida no es refereix únicament al fet que el karateka no utilitza cap tipus d'armes, també ho fa amb absència d'intencions malvades, amb l'esperit buit, tret que caracteritza el budo. Aquell mateix any, Funakoshi creà el seu primer dojo, el qual el batejà amb el nom de shōtōkan (format per les paraules shoto, com era anomenat Funakoshi quan era jove, i kan, que significa casa). L'any següent es va produir la Segona Guerra Sinojaponesa i tot allò que estava relacionat amb la Xina es va fer completament impopular dins la societat japonesa, fet que obligà Funakoshi a canviar el nom de totes les tècniques i kates.
Funakoshi també canvià el sistema d'aprenentatge introduint el kihon, el qual consisteix en l'entrenament a base de les repeticions de les tècniques. D'aquesta forma l'aprenentatge dels kates és més simple. També implantà un sistema de lluita lliure (anomenat kumite) com a sistema d'aprenentatge. Aquest sistema de lluita ràpidament es va convertir en un esport tot i el desaprovament de Funakoshi que prohibia competir als seus deixebles sota pena de ser expulsats del dojo.
L'èxit del mestre Funakoshi va ser imitat per altres karatekes d'Okinawa que emigraren al Japó a obrir els seus propis dojos. Entre aquests els dos amb més renom van ser Kenwa Mabuni creador de l'estil shito ryu i Chōjun Miyagi creador de l'estil gōjū-ryū. Ambdós companys de dojo de Funakoshi. Els tres mestres són considerats els introductors del karate al Japó i a conseqüència de tot el món. Amb l'ajuda dels estudiants japonesos que eren universitaris, les tècniques van ser millorades podent utilitzar al màxim les possibilitats del cos humà.

### Els successors del karate japonès

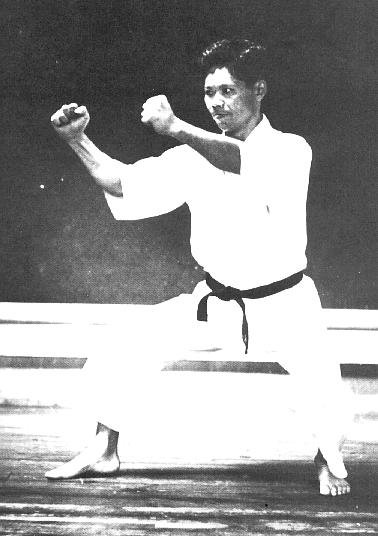
Gigō Funakoshi.

Un dels hereus directes dels ensenyaments dels portadors del karate al Japó més coneguts va ser Gigō Funakoshi (1906-1945), el tercer fill de Gichin Funakoshi i alumne d'aquest. Gigō, se'l reconeix per ser l'autor de la ruptura entre els vincles del karate japonès amb la tradició d'Okinawa. Tot i morir jove a causa d'una tuberculosi i la mala alimentació de la Segona Guerra Mundial, realitzà un gran nombre de canvis en el karate. Introduí noves tècniques de cames: mawashi geri (puntada giratòria), yoko geri (puntada de costat), fumikomi (puntada de costat baixa) i ura mawashi geri (puntada giratòria picant amb el taló) revolucionant així l'antic sistema de lluita el qual donava molta més importància els cops donats amb els punys. Abans de Gigō, mai es donaven puntades de peu a un objectiu que estigués per sobre la cintura, exceptuant la tobi geri que es tracta d'una puntada amb sal que s'usava per envestir un samurai a cavall. A més a més de les noves puntades de peu, Gigō insistia en els atacs llargs i encadenats els quals requerien posicions baixes, fet que per dominar aquestes tècniques hom s'hagi d'entrenar més durament per dominar-ho.
Un altre deixeble de Funakoshi que també va deixa empremta en la història del karate és Hironori Ōtsuka (1892-1982), un cinesioterpeuta de la Universitat de Waseda i fundador de l'estil wadō-ryū. Ingressà al dojo de Funakoshi el 1922 aprenent ràpidament però des d'un punt de vista diferent, ja que era mestre de jujutsu. Otsuka basava el seu karate en: l'esquivament, defensa i contraatac simultani, anomenat gonosen. També se centrava molt en l'atac en les articulacions. En el seu estil realitzà certs canvis en els kates i els tornà a posar els antics noms xinesos que tenien. Aquest comportament provocà que Gigō Funakoshi l'expulses del dojo del seu pare. Otsuka denominà a la seva escola wadō-ryū que significa escola de la pau i l'harmonia. És la primera escola de karate creada per un japonès autòcton i ha agafat tanta importància que juntament amb el shōtōkan, el shito ryu i el goju ryu és un dels pilars del karate japonès.
Després de la mort del mestre Funakoshi es donà una divisió important dins del karate shōtōkan. Per una banda aquells que van seguir la forma tradicional, adoptant el nom de shōtōkan shōtōkai, la qual era president Shigeru Egami. Altres figures importants que van seguir aquesta línia són Ohshima i Okuyama, tot i que les seves ensenyant-ses es diferencien una mica, especialment en els kates. Una altra branca formada per karatekes com: Kase, Nakayama o Nishiyama entre altres van enfocar el karate cap a la pràctica competitiva esportiva, en contra els ideals de Funakoshi.

### Les quatre escoles modèliques
De totes les escoles que hi ha en l'actualitat, hi ha quatre que són considerades les més importants: shōtōkan, shitō-ryū, gōjū-ryū i wadō-ryū.
D'aquests quatre shitō-ryū i gōjū-ryū es caracteritzen per ser molt tradicionals i modificar molt poc els ensenyaments donats pels antics mestres. Els kates són molt similars als de l'antic estil Naha-te. El shōtōkan i el wadō-ryū heretats del Shuri-te i Tomari-te han patit un gran nombre de canvis a mans del mestre Funakoshi, tant en els noms (en el wadō-ryū, els noms tornaren a ser els originals) com en els moviments en si.

### Expansió mundial
La Federació Mundial de Karate (World Karate Federation, WKF) va ser fundada el 1961 i actualment compte amb 183 països afiliats per tot el món. Dins de la federació mundial hi ha les fundacions de cada continent, els quals dins hi ha el de cada país i dins seus els de comunitats autonòmiques i/o ciutats. Gran part d'aquestes federacions són reconegudes entre elles. La WKF és l'encarregada d'organitzar el Campionat Mundial de Karate. La primera del qual es realitzà el 1970 a Tòquio. Aquest esdeveniment es realitza cada dos anys. La seva seu central es troba a Madrid i l'actual president és Antonio Espinos.
La Federació Europea de Karate (European Karate Federation, EKF) va ser fundada el 1963, tot i que el karate es va començar a estendre a la dècada de 1950 pels mestres japoneses que provenien de l'Associació Japonesa de Karate (en japonès Nihon Karate Kyokai i en anglès Japan Karate Association, JKA). El 15 de desembre de 1963 va haver-hi el primer congrés europeu de karate a París amb representants de 7 països diferents: Italià, Bèlgica, Alemanya, Suïssa, Regne Unit, França i Espanya, amb la intenció d'unir estils i tècniques. El 24 de maig del 1964 hi hagué el segon congrés europeu de karate amb els mateixos països representants. En aquest segon congrés s'estudià altres qüestions com la implementació d'un curs d'àrbitre internacional, l'expedició d'un butlletí de notícies, combats internacionals, cursos impartits per experts japonesos i, per primera vegada, els delegats van expressar el desig de l'organització dels Campionats europeus (el primer del qual es realitzà a Paris el 1966). El tercer congrés va tenir lloc el 21 de novembre de 1965, un cop més a Paris, aquest cop amb 10 membres, Austràlia, Iugoslàvia i Portugal es van incorporar. Actualment la federació està formatda per 53 països.
La Federació Asiàtica de Karate (Asian Karatedo Federation, AKF) va ser fundada el 1973 amb el nom d'Asian Pacific Union of Karatedo Organizations (APUKO), denominació que perdurà fins al 1992. A partir d'aquell any i fins al 1999 fou denominada Asian Union of Karatedo Organizations (AUKO), per finalment acabar-se d'anomenar, fins al dia d'avui, com a AKF. Actualment la federació està formada per 40 països. La Federació Panamericana de Karate (Federación Panamericana de Karate, FPK) va ser fundada el 1975, i la primera competició continental es realitzà el 1981 amb representació de 10 països. Actualment la federació està formada per 36 països. La federació africana consta de 45 països i l'oceànica de 9.

## Nocions bàsiques
El Karate-do divideix la seva pràctica de treball en tres formes:

### Kihon
El kihon (基本 base, fonament) és la base del karate i consisteix en la repetició dels moviments de manera successiva per poder-los perfeccionar, al mateix temps que es millora la velocitat i la força. Les combinacions solen estar fetes gairebé totes de tècniques bàsiques, com tsuki (punys), uke (defenses) o geri (puntades), tot i que també es realitzen combinacions de tècniques avançades. El kihon pels karatekes de grau baix és fonamental per aprendre a executar els moviments i en els karatekes d'alt grau per poder polir els petits detalls i així potenciar la tècnica.
Hi ha diverses nocions que tot karateka ha d'aprendre a controlar, entre elles el moviment dels malucs, ja que amb una correcta rotació (suau i ràpida) s'aconsegueix un cop molt més efectiu. Altres esports com és el beisbol utilitzen el mateix principi per poder glopejar amb força la bola. A través del kihon s'intenten millorar quatre punts claus del moviment dels malucs: mantenir-los sempre paral·lels amb el terra, els dos malucs han de romandre al mateix nivell entre ells, moure al mateix temps tot el tors i fer-ho amb l'esquena recta.
La posició és important, ja sigui en un atac o una defensa, el karateka ha de tenir una bona posició per tenir un bon equilibri i una bona estabilitat. En karate s'entén per posició la col·locació de les cames. Les posicions més comunes són: zenkutsudachi, s'usa per dirigir un atac cap endavant; kokutsudachi, per atacs frontals però amb el pes del cos sobre la cama posterior; kibadachi, per atacs laterals; nekoashidachi, s'usa per bloquejar moviments al mateix temps que es mou el cos cap enrere; kosadachi s'usa per saltar just davant del rival i la cama posterior es creua amb l'anterior.

### Kata
Etimològicament kata significa "forma", i a nivell bàsic, és una successió de moviments degudament codificats i encadenats que s'executen a l'aire contra adversaris imaginaris. El karateka descriu una trajectòria denominada embusen. En el transcurs del kata s'efectuen: desplaçaments, girs, bloquejos, atacs, defenses, escombrades i esquivades. En la gran majoria dels kates, el karateka acaba al mateix punt d'on ha sortit. Els kates són treballs que es practiquen en solitari a excepció del Ten no kata (Kata de cel) que és un treball en parelles.
Antigament els kates constituïen pràcticament l'únic model d'ensenyament que hi havia. El karateka havia de repetir incansablement el mateix kata fins que el sensei considerés que el tenia après. Aquest procés podia tardar anys, i es deia Hito kata san men (Un kata de tres anys). El mestre Funakoshi explica a les seves memòries que el seu mestre Azato Yasutsune, l'obligava a practicar un kata un cop rere altre durant mesos sota la seva atenta mirada. El mestre Masutatsu Oyama fundador de l'escola kyokushin kai digué que cal fixar-se un límit i acceptar que només amb la repetició metòdica d'un mateix kata aquest pot ser assimilat i perfectament comprés després d'unes tres mil repeticions. Durant aquest gran nombre de repeticions, el practicant obre la seva imaginació i arriba a "veure" els seus rivals i a "sentir" que realment estan allà, el karateka en aquest moment practicarà el kata com si veritablement estigués lluitant amb diferents oponents.
L'aprenentatge dels kates es divideixen en tres parts: El primer conegut com a shu es basa a saber quines tècniques s'han d'aplicar. El karateka simplement ha de saber l'ordre amb les quals les ha de realitzar sense aprofundir si estan ben executades i quina pràctica tenen. La segona part es diu ha, on hi ha una anàlisi de cada seqüència i un augment en la força a l'hora de realitzar els moviments. La tercera part, li, el karateka realitza els moviments amb kime, no pensa en els següents moviments només en aquest que està realitzant en aquell moment "veient" i "sentint" el rival que té al davant.
La importància de l'entrenament amb kates és molt important, i així ho descriu el mestre Kenwa Mabuni, fundador de l'estil shito ryu i un dels pioners en el karate modern:
| « | El més important del karate són els kates. En ells, s'entrecreuen totes les tècniques de defensa i atac. Per aquest motiu, hem de conèixer a la perfecció el seu íntim significat i practicar-los correctament. Tot i que algú pugui pensar que es pot prescindir dels exercicis reglamentaris (kates) i realitzar únicament combats (kumite), que és precisament el producte analític dels kates, aquesta actitud no el farà progressar mai en el veritable karate, perquè els diversos atacs i puntades, tècniques defensives i ofensives, posseeixen milers de variacions que resulten impossible d'arribar a aprendre a través de la simple pràctica de combat. Una instrucció intensa i correcte dels kates constitueix una bona basa per a l'acció efectiva davant qualsevol situació. És evident que un coneixement superficial dels kates no és suficient per una acció eficaç. És necessari utilitzar diverses classes d'entrenaments per què el moviments dels braços i els peus es facin forts i ràpids. A més a més s'ha d'aprendre a canviar de posició i desplaçar-se ràpidament per no quedar-se curt donada una situació en concret. Un o dos kates és tot el que una persona necessita si es practiquen correctament fins al punt d'identificar-se amb ells. Els altres kates poden servir d'estudi i com a referència. No obstant, és inútil una basta experiència si aquesta manca de profunditat. Independentment del nombre de kates que es coneixen, si l'entrenament dels mateixos és insuficient, el seu coneixement resultarà inútil. S'ha d'aprendre correctament dos o tres kates, i quan arribi el moment d'aplicar-los, resultaran molt més efectius del que un es pot arribar a imaginar. Un altre punt en el qual vull posar una especial èmfasi és en el referent a la instrucció: si els mètodes d'aprenentatge són incorrectes, no importa quants combats d'entrenament s'hagin realitzat o el nombre de pedres o fustes que s'hagin intentat trencar, ja que hàbits dolents conduiran al fracàs. Per una altra part, si bé és veritat que els kates són la part més important del karate, no s'ha de descuidar la pràctica del combat i l'entrenament en trencaments de pedres, fustes... El veritable camí per a un karateka definitiu consisteix en eliminar la mandra i practicar amb serietat, amb la idea que els kates són el cinquanta per cent de la feina i la resta de la instrucció forma l'altre cinquanta per cent. | » |

Dins dels kates, el bunkai (anàlisi o desconstrucció) és l'aplicació de les tècniques apreses i es realitza amb l'ajuda d'un o més companys. La persona que realitza el kata se situa al mig i el va realitzant al mateix temps que els companys l'ataquen de forma d'acord com és el kata en qüestió.
El karate és un sistema de lluita de defensa personal, motiu pel qual tots els kates comencen amb una defensa. Dins del karate hi ha l'expressió karate ni sente nashi (En el karate no existeix el primer atac).

### Kumite
Kumite (組手) significa combat (組, intercanvi; 手, mà). És l'aplicació pràctica de les tècniques en un enfrontament contra un oponent real. El kumite d'aprenentatge, desenvolupat al Japó amb base en l'art del sabre o kendo es deia "Kihon Kumite" o combat de moviments formals. Aquest combat consistia en l'aplicació per parelles de tècniques recollides en els kates, realitzant en un o diversos passos.
Existeixen diferents tipus de kumites:

#### Kihon kumite
És la forma més bàsica d'aplicar les tècniques apreses en el kihon. Els dos karatekes se situen mirant un l'altre a un pas de distància. Un és l'atacant (aite) i l'altre el defensor (shite). Després de la salutació es fan les tècniques estudiades. És un entrenamet que s'ha de realitzar amb kime (força i velocitat), al mateix temps que s'intenta perfeccionar la tècnica al màxim.
Existeixen diferents tipus de kihon kumite:
- Ippon Kumite: Combat a un pas. Un dels karatekes es posa en yoi (preparat per la defensa) i l'altre en kamae (a punt per atacar). L'atacant realitza un pas endavant i fa l'atac acordat, el defensor realitza un pas enrere al mateix temps que realitza la defensa idònia per l'atac seguit per un contraatac amb kiai. Els dos retornen a la posició original per repetir novament l'exercici.
- Sanbon Kumite: Combat a tres passos. La dinàmica és la mateixa que amb l'ippon kumite però es realitzen 3 passos en comptes d'un. A l'últim pas es realitza el contraatac. Després del contraatac, es canviaven els papers i el defensor passa a ser l'atacant i viceversa.
- Gohon Kumite: Combat a cinc passos. És igual que el sanbon kumite però realitzant cinc passos en comptes de tres.

#### Jyu Kumite
El jyu kumite també conegut com a kumite lliure és aquell que es practica habitualment en el dojo i en el qual estan permeses totes les tècniques, exceptuant aquells atacs que poden provocar lesió al company. No ha d'haver-hi necessàriament reconte de punts, ni un àrbitre ni guanyador ni perdedor. La fi del combat es pot donar per diferents motius: per acord comú, passat un temps acordat, en fer certs punts... Aquest tipus de combats estan enfocats per a l'entrenament no per a competir.

#### Shiai kumite

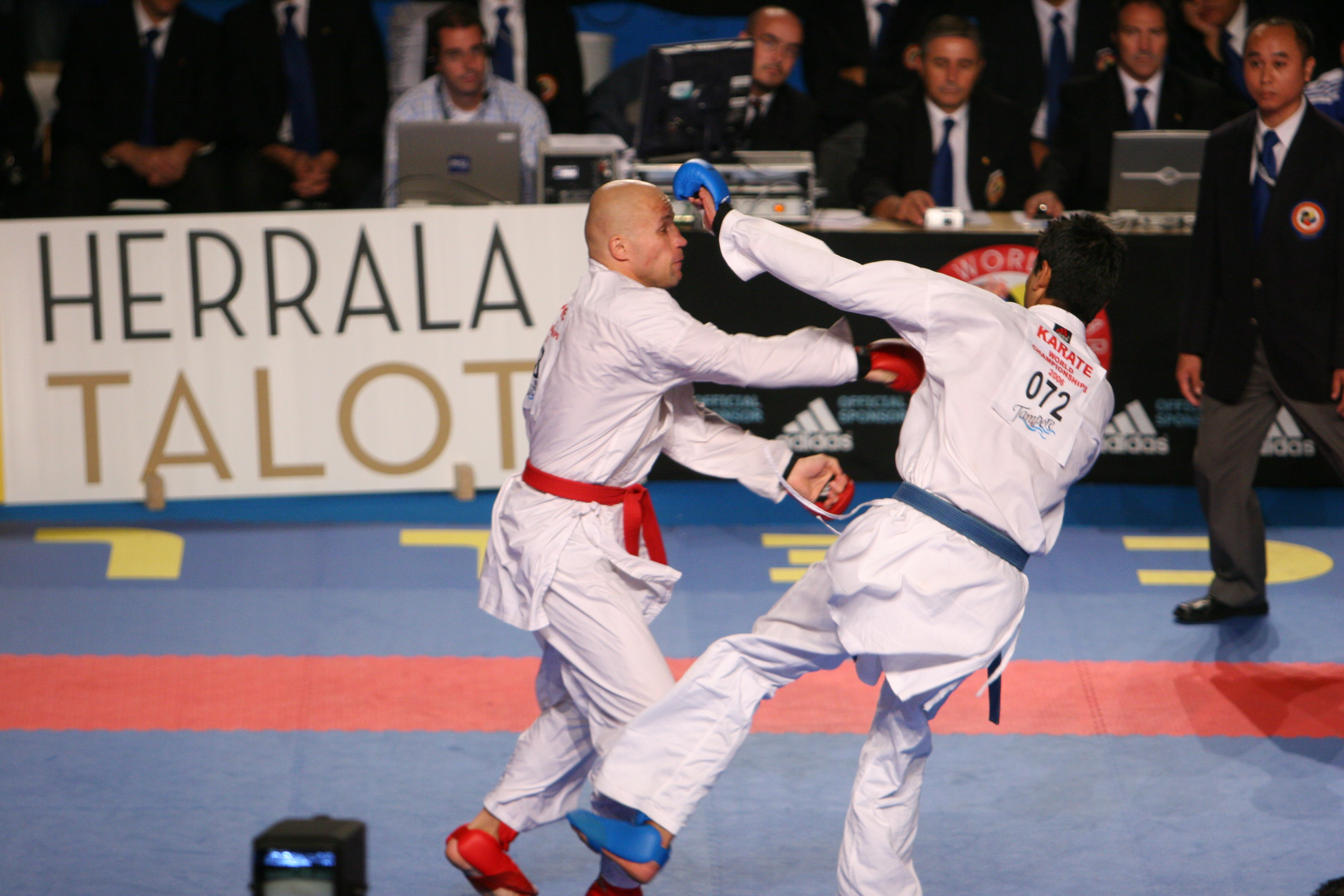
Dos karatekes enmig d'un combat competitiu.

El shiai kumite és el combat de competició. Aquest kumite consta de reglament (variable segons la competició), arbitres i un sistema de puntuació. Per tal de garantir la integritat física dels lluitadors, certes tècniques estan prohibides, igual que golpejar en certs punts del cos, a més a més les proteccions són obligatòries.
Molts grans senseis, com el mateix Funakoshi, estan en contra d'aquest tipus de kumite, ja que es desvincula del veritable significat del karate, a part que es perd part de la disciplina del karate (tot i que en el kumite esportiu es continua fomentant la cortesia i el respecte al rival), perquè un karateka que entrena només en l'àmbit competitiu no practica tots els àmbits del karate. Un campió del món pot limitar-se a entrenar-se només una sola tècnica i llavors aquella persona serà campiona d'aquella tècnica no de karate. La competició limita molt les tècniques. Per altra banda, el kumite competitiu ha aportat molta popularitat fora del Japó.
Com en tots els esports, el ring ha de ser llis i lliure d'obstacles, la mida estàndard és de 8x8 metres amb un o dos metres més de perímetre com a zona de seguretat. El posicionament dels dos lluitadors està marcat amb dues línies paral·leles d'un metre cada una. A cada una de les cantonades hi ha un jutge assegut amb una bandera blava i una de roja, i l'àrbitre es mou al voltant de tot el tatami incloent la zona de seguretat. Fora del ring es troben els entrenadors i els supervisors dels punts. Els participants han de portar les següents proteccions: guantilles (un porta unes vermelles i l'altre de color blau), protector vocal i uns protectors de tíbies i peus, també blau i vermell. Opcionalment, també es pot portar una conquilla. Totes aquestes proteccions han de ser homologades per la federació mundial de karate. Està prohibit anar amb ulleres, s'han d'usar lents de contacte.
El sistema de puntuació és el següent:
- Ippon: És un punt complet, es dona quan s'aconsegueix donar una geri jodan (puntada alta, de coll cap amunt) o es realitza qualsevol tècnica puntuable a un oponent que es troba a terra. Depenent de la competició un ippon també poden ser tres o deu punts.
- Waza-ari: És mig punt, es dona quan s'aconsegueix donar una geri chudan (puntada efectuada a la zona compresa entre la cintura i el coll). Depenent de la competició una waza-ari també poden ser dos o cinc punts, però sempre és en proporció la meitat d'un ippon.
- Yuko: És un terç de punt, es dona quan s'aconsegueix glopejar amb qualsevol tipus d'atac permès a qualsevol de les zones puntuables (cap, cara, coll, pit, abdomen, espatlla i zona lateral). Depenent de la competició un yuko també pot ser un o tres punts, però sempre és en proporció un terç d'un ippon.

Hi ha certes tècniques en el karate competitiu que estan prohibides. Aquestes es classifiquen en dos grups, el primer inclouen: les tècniques amb excessiu contacte; atacs en braços, cames, articulacions i entrecuix; atacs a la cara amb la mà oberta i certes tècniques d'escombrades. El segon inclouen: exageracions de lesions, sortides del ring (no provocat pel rival), no portar les mesures de protecció necessàries, evitar el combat amb la finalitat que l'oponent no pugui puntuar, passivitat, agafar al rival, atacs amb el cap, genoll o colze, provocar el rival o no fer cas de l'àrbitre. Les penalitzacions són variables.

### Paràbola
Dins del karate existeix una paràbola que reflecteix el seu significat. És una paràbola sobre el do (camí) i un home insignificant.
Un karateka preguntava al seu sensei: Quina és la diferència entre un home del do i un home insignificant?
El sensei va respondre: "Quan l'home insignificant rep el cinturó negre primer dan, corre ràpidament a casa cridant a tots el fet. Després de rebre el seu segon dan, escala al sostre de casa seva, i crida a tots. A l'obtenir el tercer dan, recorrerà la ciutat i ho explicarà a totes les persones troba".
El sensei va continuar: "Un home del do que rep el seu primer dan, inclinarà el seu cap en senyal de gratitud, després de rebre el seu segon dan, inclinarà el seu cap i les espatlles, i en arribar al tercer dan, s'inclinarà fins a la cintura, i al carrer, caminarà al costat de la paret, per a passar desapercebut. Com més gran sigui l'experiència, habilitat i potència, major serà també la seva prudència i humilitat".

### Dojo kun
El dojo kun és una sèrie de preceptes que solen estar penjats i escrits en kanji en una paret del dojos de les arts marcials japoneses modernes o gendai budō. A més del karate, també solen estar escrits en els dojos de: judo, aikido o kendo entre d'altres. Abans de començar cada classe, els estudiants se seuen en seiza i citen en veu alta els cinc preceptes que el formen. Aquest procés recorda als estudiants l'actitud correcta, d'ànim i les virtuts de lluita tant en el dojo, com a fora.
- 一、人格完成に努むること

HITOTSU! JINKAKU KANSEI NI TSUTOMURU KOTO!
Primer, esforçar-se per a formar el caràcter.
Un dels objectius és la perfecció del caràcter i la personalitat. El karate és més que un simple exercici físic, ja que amb ell es desenvolupa l'esperit de superació. El practicant ha d'aprendre a controlar la seva ment i vèncer les dificultats que li apareixen al llarg de la vida. Enfortir l'esperit de superació davant les adversitats contribueix al perfeccionament del caràcter.
- 一、誠の道を守ること

HITOTSU! MAKOTO NO MICHI O MAMORU KOTO!
Primer, la fidelitat per defensar el camí de la veritat.
Un karateka sempre ha d'anar amb la veritat pel davant. I ha de ser honest tant amb un mateix com amb els altres.
- 一、努力の精神を養うこと

HITOTSU! DORYOKU NO SEISHIN O YASHINAU KOTO!
Primer, crear un punt de vista de l'esforç.
S'ha de mantenir sempre l'esperit de la perseveració i l'esforç. S'ha d'aplicar la màxima dedicació possible per poder arribar a ser un gran mestre.
- 一、礼儀を重んずること

HITOTSU! REIGI O OMONZURU KOTO!
Primer, respecte per sobre tot.
Un karateka ha de mantenir sempre el màxim respecte cap al dojo, el seu sensei, els seus companys i tota la gent amb la qual té contacte. Aquesta característica és comuna en totes les arts marcials. Un exemple és abans i després dels combats, els dos lluitadors se saluden. També es fan salutacions abans i després a l'entrar i sortir del dojo, en començar i acabar les classes (a la memòria dels grans mestres del karate) i els exercicis que es realitzen en parella i amb els kates.
- 一、血気の勇を戒むること

HITOTSU! KEKKI NO YU O IMASHIMURU KOTO!
Primer, contenir-se al comportament violent.
S'ha de mantenir en tot moment la compostura, hom no s'ha de deixar portar per les emocions. El karateka s'ha d'abstenir del comportament violent. L'objectiu del karate és l'enfortiment tant del cos com de la ment. La utilització de la defensa personal s'ha d'aplicar únicament com a últim recurs.

## Termes i vestimenta

### Terminologia
En el karate hi ha una terminologia determinada, algunes són paraules que s'usen en el japonès col·loquial i d'altres en l'argot karateka.
| - Ashi: Peu. - Ashibo: Cama. - Barai: Escombrada. - Chudan: Zona que va des de la cintura al coll. - Dachi: Posició. - Dan: Grau. - Dojo: Sala d'entrenament. - Gedan: Zona que va des de la cintura als peus. - Hajime: Comenceu. - Jodan: Zona que va des del coll a dalt. - Kamae: Posició en forma defensiva. - Karategi: Vestimenta del karateka. - Kata: Forma. | - Keri: Puntada. - Kiai: Crit que es realitza en pegar amb tota la força. - Kyu: Grau. - Mae: Davant. - Mawashi: Circular. - Mawate: Mitja volta. - Obi: Cinturó. - Osu: Salutació, ho entenc. - Rei: Salutació. - Senpai: Alumne avançat. - Sensei: Professor. - Sensei-ni-rei: Salutació al professor. - Some-ni-rei: Saluciació al dojo. | - Tatami: Terra tou que hi ha en el dojo. - Tobi: Salt. - Tsuki: Cop de puny. - Uchi: Colpejar. - Uke: Parada. - Yame: Descansar. - Yoi: En estat d'alerta. - Yoko: Cop lateral. |

### Vestimenta

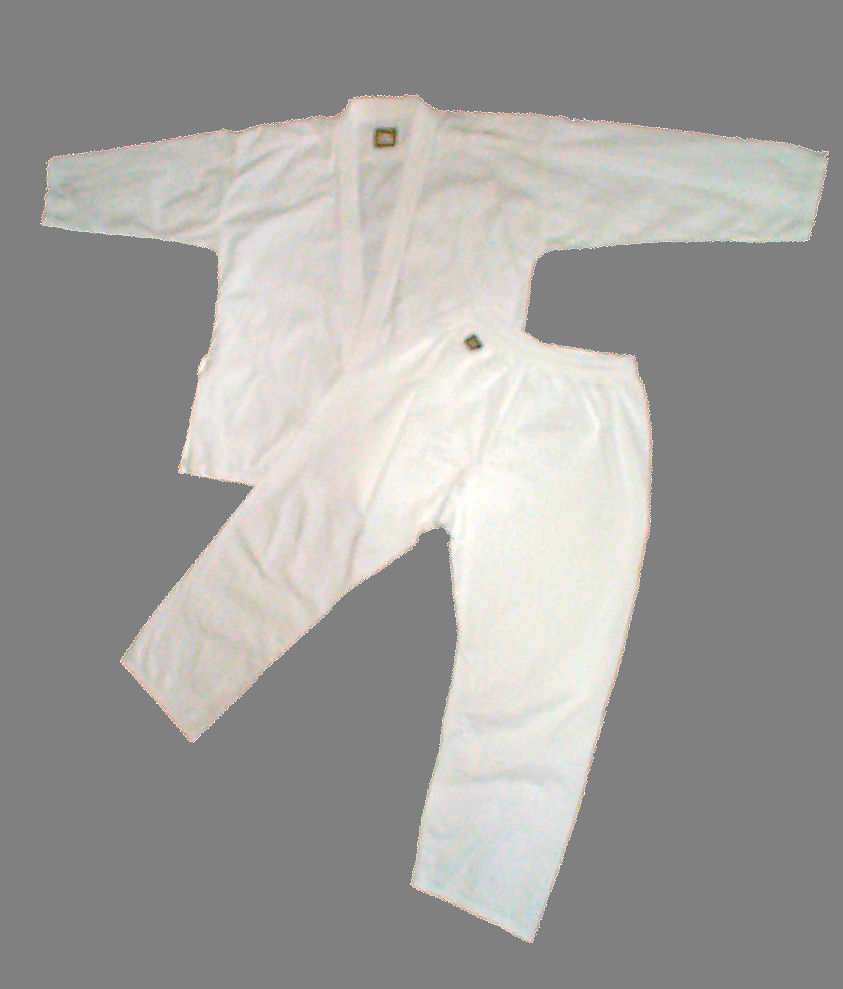
Un karategi sense el cinturó.

L'uniforme de pràctica emprat en el karate és el karategi, un tipus de keikogi, compost per una jaqueta, pantalons i un cinturó (Obi). El karategi prové del judogi, atesa la influència de Jigoro Kano i el judo de principis del segle xx en les arts marcials japoneses.
Actualment existeixen dos tipus de karategis: el de kumite, que és més lleuger, i el de kates, més gruixut i pesant.

#### Cinturons
En general els cinturons són set, i es comença amb el blanc per als principiants. Amb l'aprenentatge progressiu de les tècniques es va pujant de nivell i va canviant el color del cinturó. Normalment, després del blanc el segueixen (per ordre de menor a major), el groc, el taronja, el verd, el blau, el marró i finalment el negre. No obstant algunes modalitats de karate també tenen el vermell i el morat. Un cop hom és cinturó negre, segueix augmentant progressivament en graus (anomenats dans). Hi ha fins al 10è dan, tot i que tradicionalment era només fins al 5è dan. Algunes escoles encara mantenen fins al 5è dan, generalment les més tradicionals o que tenen una relació directa amb Gichin Funakoshi, com ara per exemple l'estil shōtōkai, ja que segons l'escala del mestre Funakoshi el grau més alt era el 5è dan. Funakoshi va morir sent 5è dan. Antigament pel que fa als colors dels cinturons només hi havia blanc, marró i negre, però en diferents moments de la història s'han anat afegint colors. El motiu principal és l'estimulació del karateka, ja que diversos objectius a curt termini motiva més a una persona que un de sol a llarg termini.
Entre aquests colors poden existir altres cinturons que són la barreja entre el cinturó anterior i el que el segueix. Aquests cinturons es nomenen dient primer el color que correspon al grau més baix seguit del cinturó posterior. Els cinturons intermedis es donen als alumnes que tenen poca edat (aproximadament fins als 13 anys) i pel mateix motiu que es van afegir els colors en els karatekes adults, evita el seu avorriment en haver d'esperar per passar d'un cinturó a un altre. Els cinturons intermedis són els següents: blanc-groc, groc-taronja, taronja-verd, verd-blau i blau-marró. Després d'aquest últim es passa al marró i després directament al negre. Entre els cinturons intermedis també hi ha els d'un sol color. Posteriorment, i emulant el judo, es van establir els kyus o cinturons de nivell inferior. Aquests són equivalents als actuals cinturons de color i nomenar com kyus seria l'actitud correcta, tenint en compte que la numeració està en ordre invers (de desè a primer kyu). Els dans o cinturons de nivell superior es representen amb el color negre, encara que per graus alts (de 6è a 9è dan) també es pot dur un cinturó a franges vermelles i/o blanques, i el 10è dan també pot portar un cinturó vermell. La numeració és ascendent, de primer a desè dan. Aquesta numeració varia segons l'escola, sent l'habitual en l'actualitat deu graus, però mantenint-se en algunes escoles tradicionals, com ja s'ha dit, un sistema de cinc dans.
Sistema de cinturons més típic en el Japó:
| Grau          | 10è Kyu       | 9è Kyu       | 8è Kyu          | 7è Kyu          | 6è Kyu        | 5è Kyu       | 4t Kyu       | 3è Kyu        | 2n Kyu        | 1r Kyu        | 1r-10è Dan                |
| Nom           | 十級 Jū-kyū   | 九級 Ku-kyū  | 八級 Hachi-kyū  | 七級 Shichi-kyū | 六級 Roku-kyū | 五級 Go-kyū  | 四級 Shi-kyū | 三級 San-kyū  | 二級 Ni-kyū   | 一級 Ichi-kyū | 一段-十段 Ichi-dan Jū-dan |
| Color         | blanc         | groc         | taronja         | verd            | verd          | blau         | blau         | marró         | marró         | marró         | negre                     |
| Representació | Cinturó blanc | Cinturó groc | Cinturó taronja | Cinturó verd    | Cinturó verd  | Cinturó blau | Cinturó blau | Cinturó marró | Cinturó marró | Cinturó marró | Cinturó negre             |

## Estils i utilització

### Estils

Emblema de l'escola shitō-ryū.

Emblema de l'escola wadō-ryū.

Dins del karate hi ha molts estils diferents, entre ells els més importants són els següents.
- Shōtōkan (松濤館): Fundat per Gichin Funakoshi.

Gichin Funakoshi, és considerat el pare del karate modern i és el portador d'aquest dins del Japó. El nom de shōtōkan prové del primer dojo que obrí el 1939. Shōtō (松濤) significa "pi de les ones" (el moviment de les agulles dels pins quan el vent bufa a través d'elles), pseudònim de Funakoshi. Kan (馆) significa "casa", en honor del seu sensei.
Les postures del shōtōkan són més llargues i baixes respecte als estils practicats a Okinawa, el centre de gravetat és més baix i, per tant, hi ha més equilibri, i se li dona molta més importància a la potència generada a través de l'espasme muscular. En voler aconseguir un cop més potent, es treballa més la rotació dels malucs.
- Shitō-ryū (糸 东流): Fundat per Kenwa Mabuni.

Kenwa Mabuni obrí el seu dojo a Osaka el 1930, on ensenyava el seu propi estil de karate, el shito ryu, el qual es troba en un punt mitjà entre l'Okinawa-te i el shōtōkan.
Kenwa Mabuni (1893-1952) començà estudiant el Naha-te amb el mestre Higaonna però més endavant estudià el shorei-ryu a mans d'Ankoh Itosu juntament amb Funakoshi. Es caracteritza per fer una fusió entre les tècniques llargues i els desplaçaments ràpids del mestre Itosu amb els desplaçaments curts i la tècnica de força del mestre Higaonna. Al començament, Mabuni anomenà el seu estil Hanko (lit. mig cor) però es canvià per Shito ryu (shi és la inicial del mestre del Shuri-te, Ankō Itosu i to és la inicial del mestre del Naha-te Kanryō Higaonna i ryu significa escola o estil.
- Gōjū-ryū (剛柔流): Fundat per Chōjun Miyagi.

Chōjun Miyagi obrí el seu dojo a Kyoto el 1930, el gōjū-ryū, és una evolució del Naha-te. La síl·laba gō significa suavitat mentre que la síl·laba jū vol dir força. El seu significat és que si l'enemic ataca amb suavitat, s'ha de respondre amb força mentre que si ataca amb força, s'ha de respondre amb suavitat.
Aquest estil de karate, es basa amb posicions curtes i altres, i es fonamenta amb la força. Els moviments d'aquest estil són lents però forts. Un altre tret és la respiració abdominal sonora anomenada ibuki que s'usa en cada cop.
- Wadō-ryū (和 道 流): Fundat per Hironori Otsuka.

Hironori Otsuka obrí el seu dojo després de ser expulsat del dojo de Funakoshi per discrepàncies amb Gigō el 1938. Aquest estil deriva d'una barreja del jujutsu, art marcial que també va practicar durant molts anys Otsuka i el karate shōtōkan. Wadō-ryū significa estil de la pau i l'harmonia.
El wadō-ryū es caracteritza per evitar els cops frontals, els blocatges energètics i tot aquell moviment que exigeixi molta força, té com a objectiu: l'esquivament, la defensa i el contraatac simultani, anomenat gonosen. També se centra molt en l'atac a les articulacions. La seva metodologia és molt racional, basada en els principis físics i filosòfics, buscant bàsicament els moviments naturals.

### Arts marcials mixtes
El karate, tot i no ser molt usat en les arts marcials mixtes, ha demostrat ser eficaç en aquest esport. Hi ha diferents lluitadors de renom d'aquest esport de combat que practiquen karate, entre ells: Chuck Liddell, Lyoto Machida i Georges St-Pierre. Liddell, practica kempo i koei-kan mentre que Machida practica shotokan
 i St-Pierre kyokushin.

### El karate com a futur esport olímpic
Amb 50 milions de practicants per tot el món, el karate és la segona art marcial més popular, per darrere del taekwondo (70 milions de practicants), i per davant del judo (8 milions de practicants), però a diferència d'aquests dos últims, no és un esport olímpic. No obstant això, la Federació Mundial de Karate (WKF) és reconeguda pel moviment olímpic i és en el programa dels Jocs Mundials, Jocs Asiàtics i els Jocs del Mediterrani, i reuneix els criteris necessaris per poder esdevenir un esport olímpic.
El judo és esport olímpic des dels Jocs Olímpics d'Estiu de 1964, el taekwondo en canvi ho és dels Jocs Olímpics d'Estiu de 1980.
El 2005, en la 117a sessió del COI a Singapur, es va decidir que el beisbol i el softbol ja no serien al programa olímpic a partir del 2012. Fet que deixà dos llocs disponibles per a noves disciplines. Cinc esports no olímpics han estat revisats pel Programa Olímpic de la Comissió: el patinatge, l'esquaix, el golf, el karate i el rugbi a 7. Dos van ser seleccionats per al programa dels Jocs de Londres: l'esquaix i el karate. Tots dos obtingueren un 60% dels vots a favor, però per la seva aprovació es necessiten un 2/3 dels vots.
Un nou comitè es va celebrar l'octubre de 2009 a Copenhaguen, per determinar quina ciutat seria la seu dels Jocs de 2016 i quins serien els esports de l'actualitat. El karate va tornar a estar entre els cinc esports no olímpics per ser escollits, amb la majoria absoluta hi havia prou. Això no obstant, va tornar a ser rebutjada.

### Karateràpia
Pablo Pereda, metge i mestre de karate, va desenvolupar un mètode de rehabilitació integral que va denominar karateràpia. El seu mètode està basat totalment en la utilització del kata com a font de salut, i ha gaudit d'un gran impacte internacional per la seva utilitat en minusvàlids i malalts del VIH.
Respecte a la seva faceta com a esport per a la població especial, els Jocs Paralímpics de Barcelona 1992 van marcar una fita a la història del karate. Per primera vegada es portà a terme una exhibició de la seva aplicació paralímpica. Va ser el Dr. Pablo Pereda el creador d'un estil de karate denominat garyu-ryu que en disposar d'un programa adaptat podia ser practicat per discapacitats en cadira de rodes. Recolzat per Juan Antonio Samaranch president del Comitè Olímpic Internacional i amb la presència a la Vila Olímpica del president de la Federació Espanyola i Catalana de Karate es presentà la primera exhibició paralímpica d'aquest esport. Va tenir lloc a les Instal·lacions de la Vila Olímpica el 5 de setembre de 1992 a les 18:30 de la tarda sota la responsabilitat del mateix Pereda que va ser qui va presentar l'acte. María José Martínez Ramos, una de les participants en l'exhibició, ha estat la primera dona que aconsegueix el Cinturó Negre de Karate garyu-ryu.

## En la cultura
El karate es va estendre ràpidament a Occident a través de la cultura popular. El 1950 en la ficció popular, el karate a vegades es descrivia als lectors en termes quasi-místics, i era usat per mostra els experts occidentals un tipus d'art marcial sense armes que era desconegut per a ells. A la dècada de 1970, les pel·lícules d'arts marcials havien format un gènere dominant que va impulsar el karate i altres arts marcials d'Àsia a les masses populars.
| Practicant            | Estil de lluita      |
| --------------------- | -------------------- |
| Sonny Chiba           | Gōjū-ryū i Kyokushin |
| Sean Connery          | Kyokushin            |
| Fumio Demura          | Shitō-ryū            |
| Soke Kubota           | Gosoku-ryu           |
| Dolph Lundgren        | Kyokushin            |
| Yukari Oshima         | Gōjū-ryū             |
| Glen Murphy           | Kyokushin            |
| Richard Norton        | Gōjū-kai             |
| Wesley Snipes         | Shōtōkan             |
| Jean-Claude Van Damme | Shōtōkan             |
| Michael Jai White     | Kyokushin            |
| Tadashi Yamashita     | Shorin-ryu           |